# Wind Rose (гурт)
Wind Rose — італійський пауер-метал гурт, заснований у 2009 році в Пізі, Тоскана. Гурт випустив шість студійних альбомів, останній – Trollslayer у 2024 році. Гурт грає переважно комбінацію пауер-металу та фолк-металу, що супроводжується оркестровкою та вокальними гармоніями, з ліричними темами, натхненними творами Дж. Р. Толкіна, особливо «Гномами» Толкіна, з яких група також отримує свою естетику; через це звучання гурту було названо Dwarven Metal .

## Історія
У березні 2010 року, через кілька місяців після створення, група Wind Rose випустила компакт-диск під назвою «Demo 2010», який продюсував Крістіано Бертоккі.
28 серпня 2012 Wind Rose випустили свій перший повноформатний альбом Shadows Over Lothadruin через Bakerteam Records (вторинний підрозділ Scarlet Records).
У 2013—2014 роках вони дали низку рекламних концертів у Європі, безпосередньо підтримуючи Wintersun, Finntroll та Epica. Кріштіано Бертоккі приєднався до гурту бас-гітаристом у 2014 році, перш ніж гурт пішов у студію для запису другого повноформатного альбому.
У лютому 2015 року гурт брав участь у європейському турі Eluveitie Origins, а їхній другий студійний альбом «Wardens of the West Wind» вийшов на студії Scarlet Records. У жовтні вони також грали, як группа розігріву для іспанських концертів Ensiferum під час європейського туру One Man Army. Після цих виступів «West Wind» весь 2016 рік присвятила написанню нового матеріалу.
У 2017 році гурт підписав угоду з Inner Wound Recordings для свого третього альбому Stonehymn. Він вийшов у травні. Першим відео альбому, яке було опубліковано, було — «The Wolves' Call», а потім «To Erebor», що додало гурту більшої популярності, охопивши мільйони контактів на їхніх соцмережах Facebook та YouTube. Потім Wind Rose запросили взяти участь у важливих метал-фестивалях, таких як Bloodstock (Велика Британія) і Masters of Rock (Чехія).
У січні 2018 року гурт запросили в тур по Японії з Ensiferum, а в квітні та травні 2018 року вони приєдналися до європейського туру Path to Glory з Ensiferum і Ex Deo.
У грудні 2018 року Wind Rose оголосили про угоду з Napalm Records і запис нового альбому.
6 червня 2019 року Wind Rose випустили перший сингл на Napalm: «Diggy Diggy Hole», пісню, яку спочатку написали та виконали користувачі ігрового YouTube The Yogscast. Станом на червень 2022 року відео переглянули понад 34 мільйони разів.

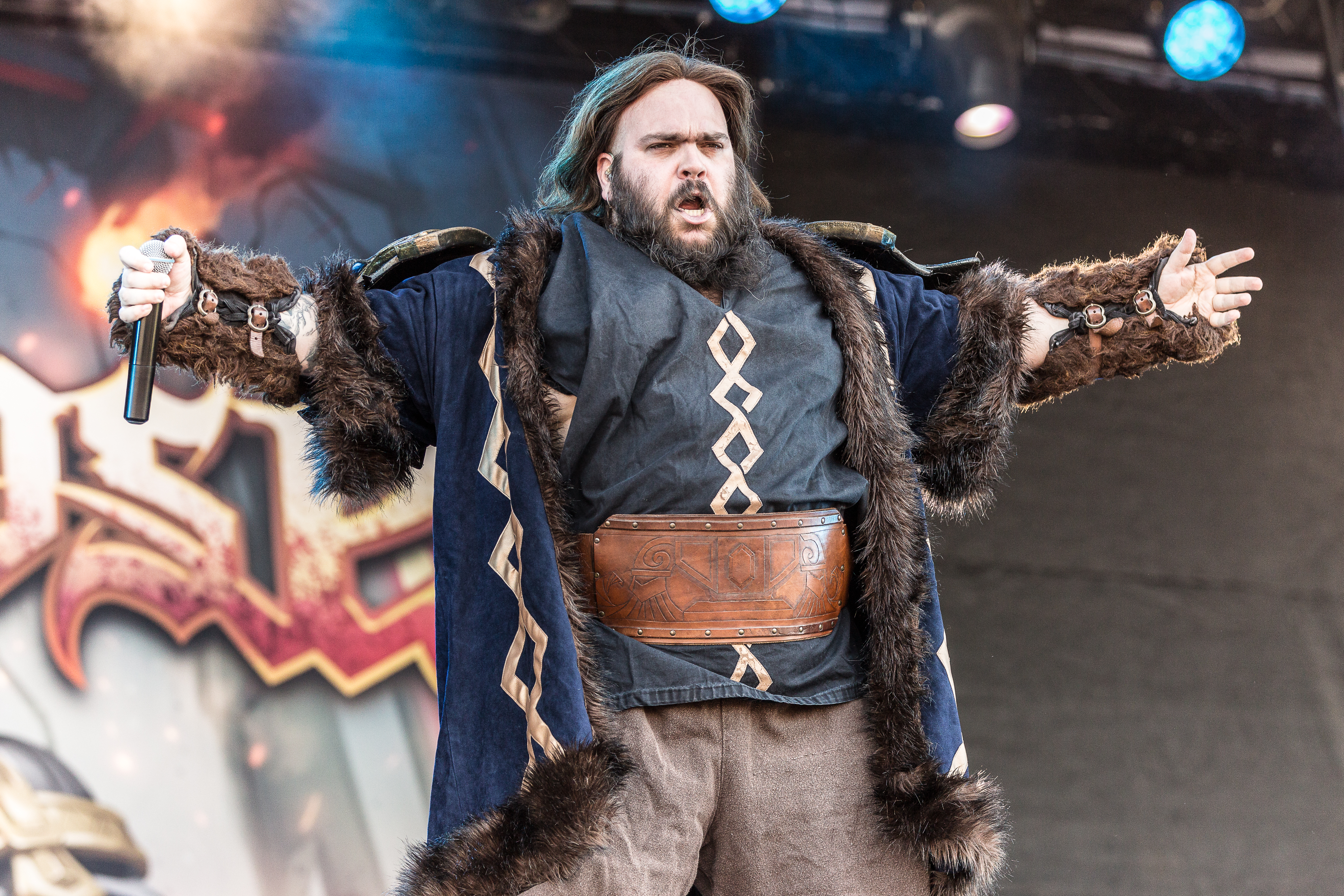
Франческо Кавальєрі

Альбом Wintersaga вийшов 27 вересня 2019 року.
8 березня 2022 року гурт оголосив про свій новий альбом Warfront, який вийшов 10 червня.
5 серпня 2022 Wind Rose виступили на фестивалі Wacken Open Air.

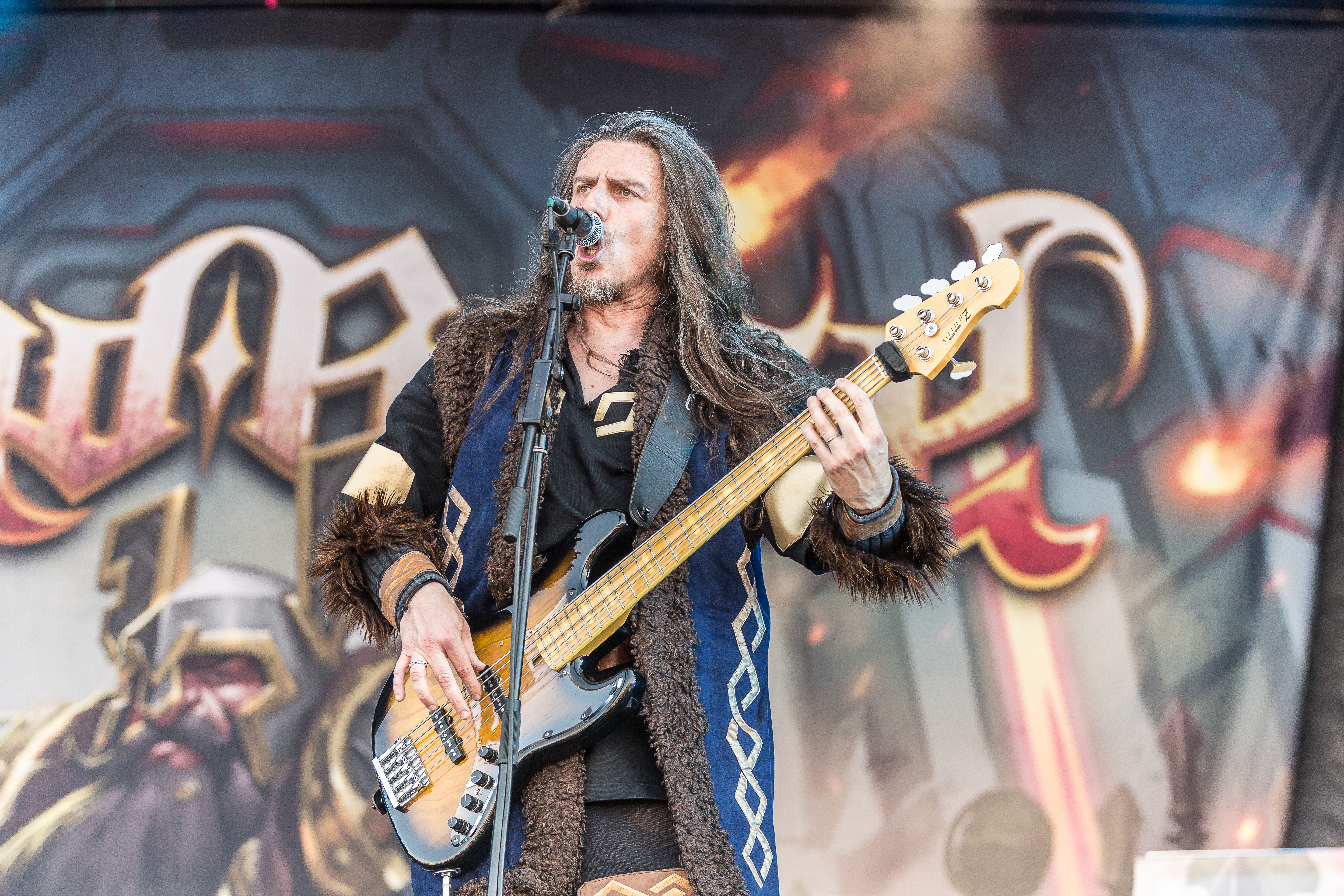
Клаудіо Фалькончіні

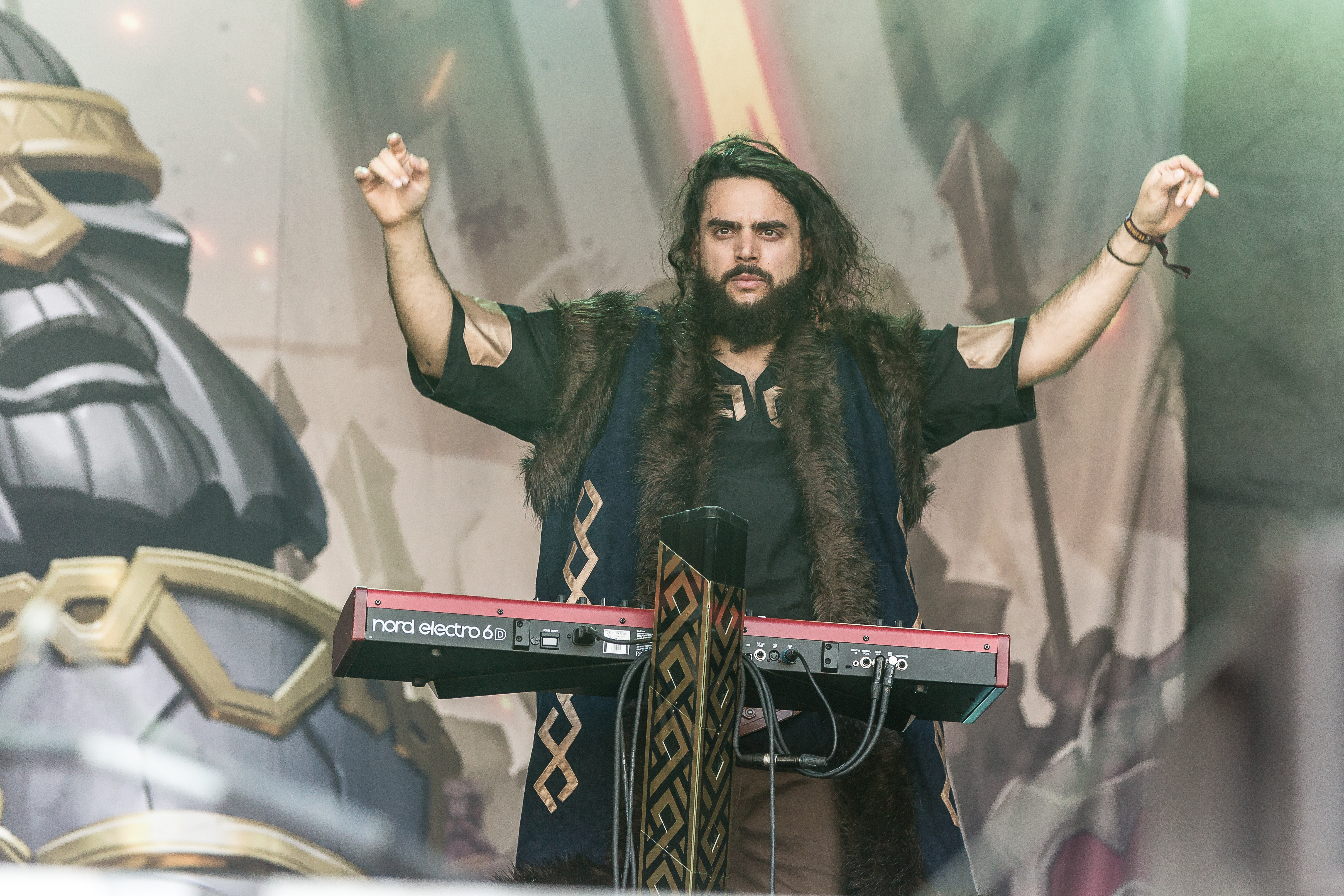
Федеріко Меранда

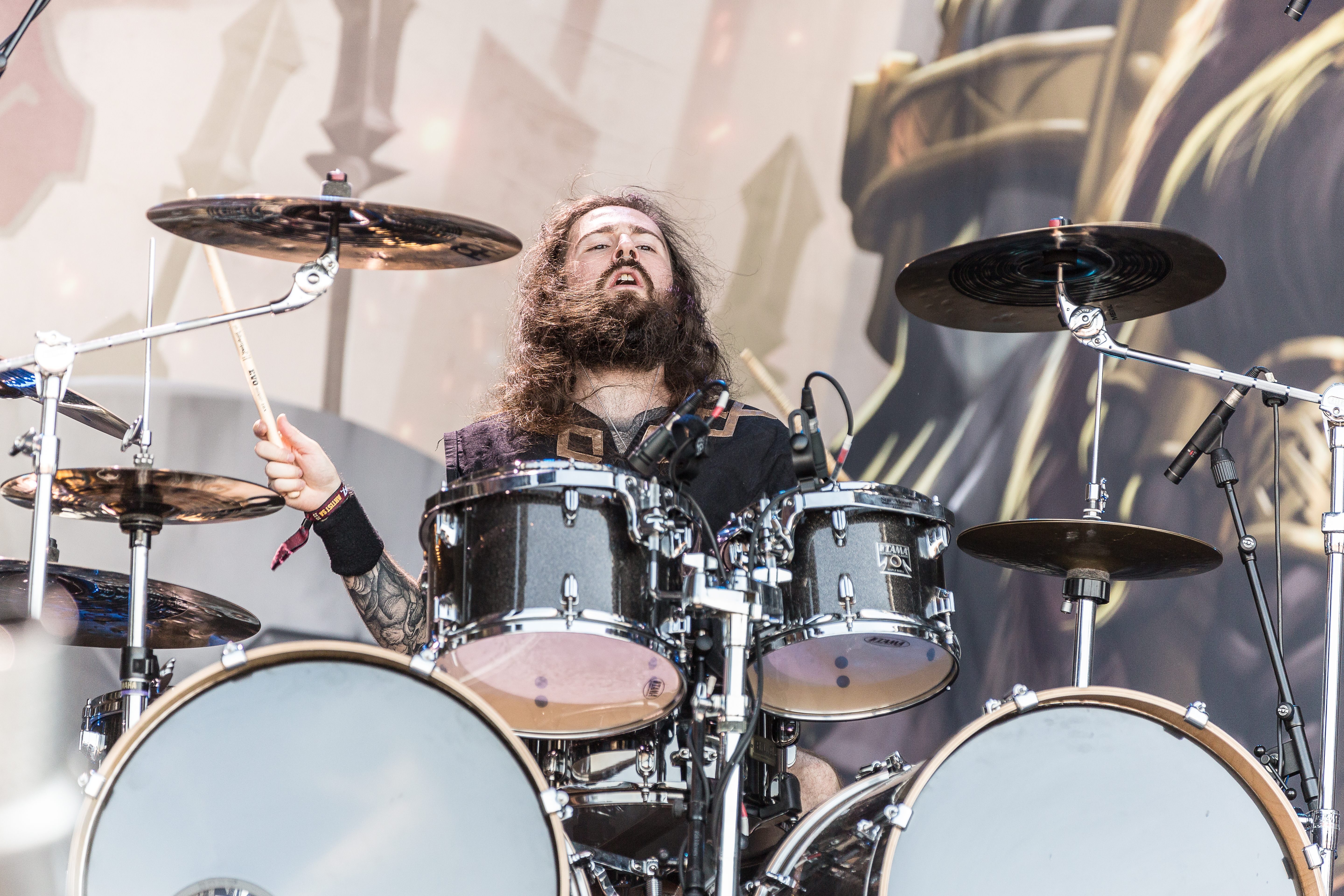
Федеріко Гатті

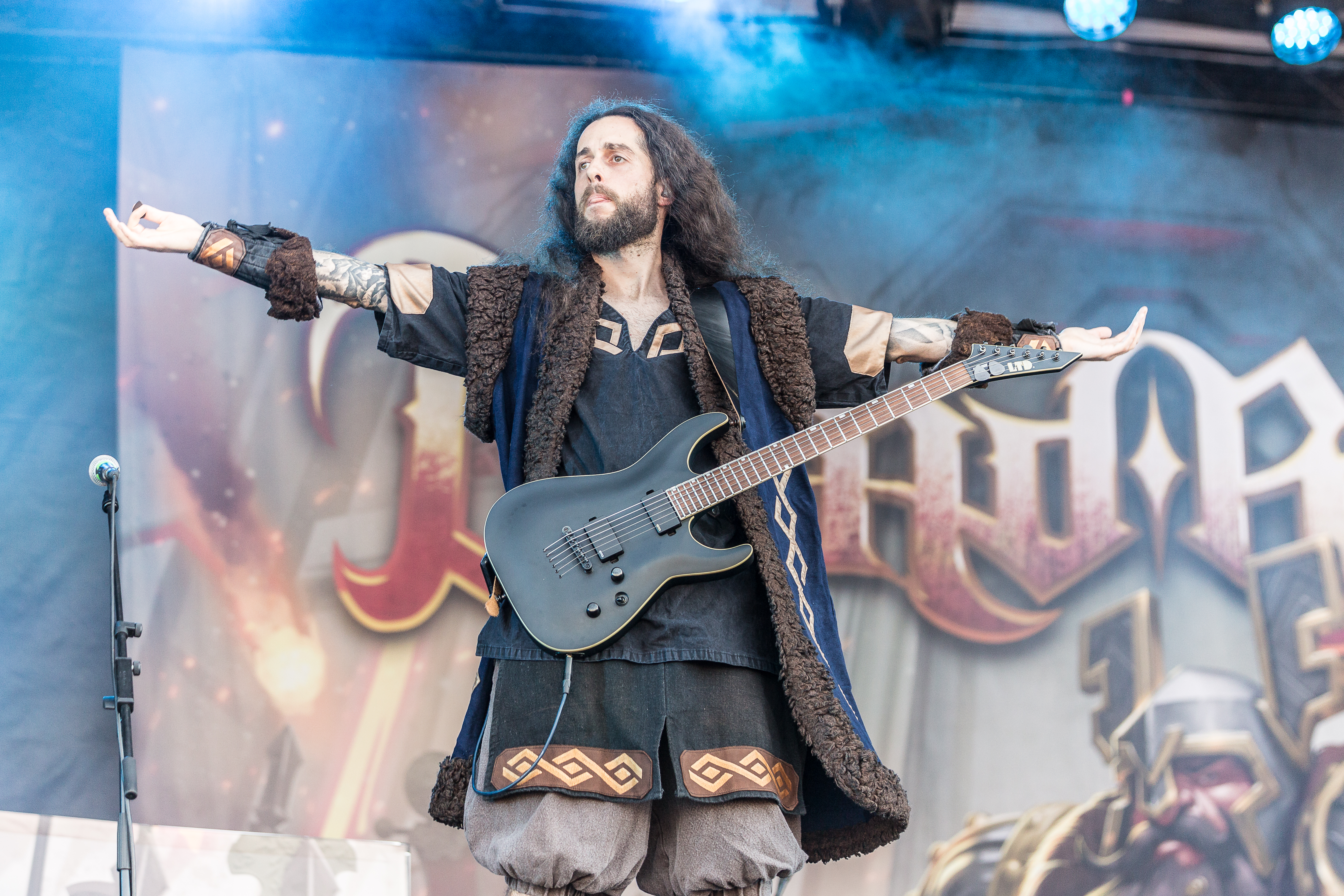
Кріштіано Бертоккі

12 вересня 2023 року на каналі Napalm Records вийшовий новий сінгл гурту «Mine Mine Mine!».
11 липня 2024 вийшов новий сінгл гурту «Rock and Stone». Та було оголошено про вихід нового альбому «Trollslayer», який вийде 4 жовтня.

## Учасники гурту
- Франческо Кавальєрі — ведучий вокаліст (2009—теперішній час)
- Клаудіо Фалькончіні — гітара, бек-вокал (з 2009 дотепер)
- Федеріко Меранда — клавішні (2009–тепер)
- Кріштіано Бертоккі[it] — бас-гітара, бек-вокал (2014—теперішній час)
- Федеріко Гатті — ударні (2018—теперішній час)

## Дискографія

### Студійні альбоми
- Shadows Over Lothadruin (2012)
- Wardens of the West Wind (2015)
- Stonehymn (2017)
- Wintersaga (2019)
- Warfront (2022)
- Trollslayer (2024)

### Сінгли (не включені в альбоми)
- «The Returning Race» (2017)
- «To Erebor» (2017)
- «Diggy Diggy Hole» (2019)
- «Drunken Dwarves» (2019)
- «Wintersaga» (2019)
- «Diggy Diggy Hole (Dance Remix)» (2020)
- «We Were Warriors» (2020)
- «Gates of Ekrund» (2022)
- «Together We Rise» (2022)
- «Fellows Of The Hammer» (2022)
- «Army Of Stone» (2023)[21]

### Демо
- Демо 2010 (2010)